# Голяма бяла акула
Голяма бяла акула или само бяла акула (Carcharodon carcharias), е вид акулова риба от семейство Селдови акули, единствена от род бели акули, сочена за един от най-големите съвременни представители за целия надразред Акулообразни. На дължина достига до 4,9 m, а на тегло — до около 1 t. Голямата бяла акула е широко разпространена в крайбрежните зони на почти всички океани на планетата. Достига полова зрялост на около 15 години, а продължителността на живот е над 30 години.
Голямата бяла акула е най-голямата съвременна риба-хищник от високо ниво. Храни се основно с морски бозайници, но напада и някои видове риба и птици. Този вид акули са на първо място в списъка на документирани атаки срещу хора, което я прави и най-опасната за човек , но се счита, че хората не са предпочитана храна . Международният съюз за защита на природата класифицира вида като световно уязвим  и го причислява към Приложение ІІ от списъка на CITES .

## Таксономия
Шведският природоизпитател Карл Линей описва вида за първи път през 1758 година под името Squalus carcharias. Около век по-късно, през 1833 година, шотландският учен сър Андрю Смит променя родовото име на Carcharodon. През 1873 година научното наименование на вида е окончателно уточнено и одобрено като Carcharodon carcharias (Linnaeus, 1758). Родовото име на вида (Carcharodon) идва от гръцки език (karcharos означава остър, нащърбен, а odous е думата за зъб) .

## Физическа характеристика
Тялото на бялата акула е с хидродинамична торпедовидна форма и дължина до 6 m. Муцуната е голяма, здрава и леко конична. Хрилните отвори са 5 двойки, по изключение 6. Акулите от този вид притежават мощни гръдни плавници. Опашната перка е вертикално разположена, двуделна, горният ѝ дял е малко по-голям от долния.
Окраската на тялото е бяла в коремната част и сива, рядко кафеникава или синя по гръбните части. Това е приспособление за по-трудното откриване на акулите, като наблюдавани отгоре те се сливат с морското дъно, а гледани отдолу се сливат с осветената част на водната повърхност.
Акулите нямат плавателен мехур и трябва да плуват непрестанно, за да дишат и да се задържат във водата. Както и останалите риби, те използват вълнообразни странични движения, за разлика от китоподобните бозайници, които извиват тялото си нагоре-надолу, докато плуват. С острото си обоняние усещат плячката си отдалеч. Имат от 5 до 7 редици изключително остри зъби, чиито общ брой е над 80 зъба. С обонянието си са способни да доловят дори няколко капки кръв, разтворени във водата. С Капсулите на Лоренцини, разположени в предната част на главата, усещат слабите електрически импулси, изпращани от жертвата. Голямата бяла акула е топлокръвна акула. Тя регулира температурата на тялото благодарение на храната, колкото по-богата на мазнини е храната, която тя приема, толкова по-дълго време може да поддържа постоянната си температура. Преминавайки през по студени води, бялата акула трябва да си набавя повече храна, за да регулира и поддържа телесната си температура, в противен случай това може да доведе до нейната смърт.

## Разпространение и местообитание
Живеят във всякакви води. От екваториални и тропични до умерени и дори полярни води. Обикновено в солени води акулата прави изключение, като обитава реки и лагуни.

## Размножаване
Размножителните навици на белите акули все още не са добре проучени. Раждане все още не е документирано, но няколко бременни екземпляра са били изследвани. Достигат полова зрялост сравнително късно — мъжките на около 10 години, а женските между 12 и 18 години. След раждане, бялата акула бързо изоставя рожбите си, главно за да се избегне изяждането им от самата майка. Някои бели акули изминават хиляди километри в търсене на мъжки. След оплождането обикновено женските изминават същите километри, за да се върнат отново в дома си.
Продължителността на живота също още не е напълно изяснена. Според повечето изследователи бялата акула живее между 18 и 27 години. Като се има предвид късното достигане на полова зрялост, дългата продължителност на живота не е лишена от логика.